# Єаннетте Левін
Єаннетте Левін (нід. Jeannette Lewin, 27 лютого 1972) — нідерландська хокеїстка на траві.
Бронзова призерка Олімпійських Ігор 1996 року, учасниця 1992 року.
Чемпіонка Європи 1995 року.
Срібна призерка Трофею чемпіонів 1993 року, бронзова призерка 1991 року.
Срібна призерка Чемпіонату світу з хокею на траві серед жінок 1998 року.